# Kubanisches Spanisch
Das kubanische Spanisch ist ein Dialekt des Spanischen, welcher in Kuba gesprochen wird. Es gibt geringe Unterschiede bei der Aussprache zwischen den westlichen und den östlichen Regionen der Insel. Wegen seiner häufig unverständlichen Aussprache wird es auch scherzhaft Cubañol genannt. Wie im brasilianischen Portugiesisch gibt es viele indigene und afrikanische Lehnwörter.

## Geschichte
Die Geschichte des kubanischen Spanisch ist sehr wichtig für das Verständnis der Entwicklung der verschiedenen hispanoamerikanischen Dialekte. Kuba war zusammen mit Santo Domingo, der historische Name der Insel Hispaniola, und Puerto Rico das erste amerikanische Gebiet, in dem spanische Kolonisten lebten und von wo aus sie erste Expeditionen zum Kontinent unternahmen. In der Vergangenheit siedelten viele Kolonisten auf den karibischen Inseln, bevor sie endgültig auf das kontinentale Festland übersiedelten. Dadurch übernahmen sie mal mehr, mal weniger einige linguistische Besonderheiten des karibischen Raums.
Diese charakteristischen Eigenschaften des karibischen Spanisch wurden durch die ersten Emigrationswellen von Spaniern geprägt, die ihren Ursprung in Andalusien oder den Kanaren hatten, was die Affinität des karibischen Spanisch zu dem in Südspanien gesprochenen erklärt: Der Seseo, die gleichartige Aussprache der Konsonanten /s/ und /z/, ebenso wie das Verschlucken des -s bzw. des -n am Wortende, das weiche j oder die Nichtexistenz der 2. Person Plural vosotros sind sprachliche Charakteristiken, die mit den Besonderheiten sevillanischen bzw. des Südspanischen verwandt sind.
Die späte Unabhängigkeit und die starke spanische Auswanderungsbewegung im 19. Jahrhundert (1850 waren noch die Hälfte der Kubaner auf der iberischen Halbinsel geboren) hätte wichtige linguistische Konsequenzen für die Sprache auf der Insel haben können, jedoch gewann im Laufe des 20. Jahrhunderts die traditionelle kubanische Mundart den Kampf gegenüber dem Einfluss des Mutterlandes, hauptsächlich weil die neuen Einwanderer aus verschiedensten Gebieten Spaniens kamen (Galicier, Katalanen, Asturier, Andalusier, Kanarier etc.), deren charakteristische Dialekte nicht mehr homogen waren: Die Galicier und Katalanen hatten ihre eigene Sprache (Galicisch und Katalanisch) und beherrschten das kastilische Spanisch nur mittelmäßig oder gar nur geringfügig und passten sich demzufolge, als sie nach Kuba einwanderten, der dort herrschenden Sprache an. Auch die Asturier sprachen kein Standardspanisch, sondern benutzten diverse, von diesem stark abweichende Dialekte, sodass sie, während sie das Spanische in Kuba annahmen, den dortigen lokalen Dialekt lernten. Zu guter Letzt verstärkte die Immigration von den kanarischen Inseln und aus Andalusien den Einfluss der südspanischen Sprechweise. Die kastilische Präsenz war, obwohl nicht zu vernachlässigen, nicht ausreichend, um die Sprachgewohnheiten auf der Insel nachhaltig zu beeinflussen, wenn auch im 19. und beginnenden 20. Jahrhundert es nicht wenige Leute gab, die einen Unterschied machten zwischen den /s/- und den /z/-Lauten oder das Personalpronomen der 2. Person Plural vosotros („ihr“) benutzten.
Wie im Rest der Antillen ist der Einfluss der Sprachen der präkolumbischen, indigenen Bevölkerung weitgehend inexistent, abgesehen von Wörtern, die auch den Eingang in das Standardspanisch gefunden haben (barbacoa – Barbecue, canoa – Kanu, huracán – Hurrikan). Die Ausrottung der indigenen Bevölkerung, der Taínos bzw. Mischehen mit ihnen haben jede Spur von ihnen getilgt. Das Verschwinden der Urbevölkerung ging einher mit der Ankunft tausender Sklaven afrikanischer Herkunft. Mitte des 19. Jahrhunderts erreichte die Zahl der Afrikaner in Kuba ihren Höhepunkt, nur noch vergleichbar mit Santo Domingo, wo die weiße Bevölkerung in der Minderheit war.
Trotz ihrer großen Anzahl war der Einfluss der Afrikaner auf das lokale Spanisch minimal. Man nimmt an, dass der Austausch von /l/ und /r/ (mejor → mejol, caldo → cardo), die Doppelung des /r/ in einem stärkeren Konsonanten (cerdo → ceddo, puerta → puetta) bzw. die Betonung afrikanischen Ursprungs sein könnte. Jedoch konnte keine dieser Thesen abschließend bewiesen werden. So findet sich der Tausch von /r/ und /l/ auch in Murcia und in abgelegenen Regionen Andalusiens, der kubanische Tonfall ist vergleichbar mit Gebieten der Kanaren und Andalusiens.
Ebenso hat die kubanische Revolution Spuren in der Sprachlandschaft hinterlassen und eine sprachliche Zweiteilung in Kuba hervorgebracht. Die Alltagssprache hat sich von der offiziellen Sprache entfremdet, welche sich nach wie vor durch militärisches Vokabular und einen kompromisslosen Ton auszeichnet, der weder Platz für Zwischentöne noch für Dialoge zulässt. Zudem hat sich die offizielle Ideologie in Denkschemata und Zwängen festgesetzt, gegen die sich die kubanische Bevölkerung mit vorrevolutionären Kulturtechniken und alltagssprachlichen Wendungen wie dem choteo wehrt, die Widersprüche zwischen der offiziellen Ideologie und der Alltagsrealität offenlegen.

## Morphologie
Das kubanische Spanisch teilt die meisten Charakteristika mit dem karibischen Spanisch, wovon einige hervorstechen:
- Es dominiert das Duzen, also die Anrede mit tú („du“), wenngleich in den östlichen Regionen Kubas auch ein Überbleibsel des vos (vos hablái) vorkommt. Das Personalpronomen des Respekts usted („Sie“) wird wie sonst überall im spanischsprachigen Raum als Ausdruck des Respektes und der Distanz zu einer Person gebraucht. Wie in Spanien kann man einen zurückgehenden Gebrauch der Höflichkeitsform zugunsten des Duzens beobachten, was mehr die Gleichheit zum Ausdruck bringen und nicht unter der Bürde der Hierarchie leiden soll, was das höfliche usted impliziert.
- Das Pronomen der 2. Person Plural vosotros („ihr“) ist im aktuellen Sprachgebrauch verloren gegangen, obwohl es im 19. Jahrhundert dem Großteil der damaligen Emigranten aus Spanien durchaus nicht unbekannt war. Stattdessen wird die plurale Höflichkeitsform ustedes auch als Mehrzahl von tú verwendet.
- Wie in der Dominikanischen Republik und in Puerto Rico ist es üblich, eigentlich redundante Subjektpronomen in die Sätze einzufügen: Susana dice que mañana ella no va a venir („Susana sagt, dass sie morgen nicht kommen wird“) und in Fragen findet man das Subjekt vor dem Verb: ¿cómo tú estás? („Wie geht es dir?“), ¿dónde ella va? („Wohin geht sie?“).
- Der pretérito indefinido, etwa vergleichbar mit dem deutschen Präteritum (él fue – „er ging“) und pretérito compuesto (él ha ido – „er ist gegangen“), vergleichbar dem deutschen Perfekt, wird genauso wie im Rest von Lateinamerika und den westlichen Regionen Spaniens (den Kanaren, Galicien, León, Asturien) benutzt, also das Präteritum benutzt man immer auch bei Ereignissen, die eben gerade erst stattgefunden haben: ¿Qué pasó? Ví un rayo. – „Was ist passiert? Ich sah einen Blitz.“. In Spanien würde man hier die Perfektform benutzen. Der Perfekt ist ausschließlich für Situationen reserviert, die sich weiter auf den aktuellen Moment auswirken: he trabajado aquí todo el día („ich habe hier den ganzen Tag gearbeitet“ – der Tag ist aber noch nicht vorbei).

## Phonetik
- Das kubanische Spanisch benutzt das Seseo. Es wird also nicht zwischen den Lauten /θ/ (englisch th) und /s/ unterschieden.
- Das /d/ zwischen zwei Vokalen wird nur noch ganz schwach angedeutet: perdi(d)o, gana(d)o, de(d)o, mone(d)a. Diese Aussprachevariante findet man häufig auch in der Umgangssprache des spanischen Tieflands. Auch die intervokalen /b/ und /g/ werden häufig „verschluckt“: Cu(b)a, jue(g)o. Die Abschwächung der „harten“ Konsonanten /k/, /p/ und /t/ in Richtung /g/, /b/ und /d/ ist typisch für Havanna und den Westen des Landes: equipo → eguibo, pelota → beloda, muñequito → muñeguido.
- Das einem Vokal folgende oder abschließende /s/ ist, insbesondere im südöstlichen Teil des Landes, aus dem täglichen Gebrauch weitgehend verschwunden: los tomates → lo tomate, basta → bata. In der Mitte und im Westteil Kubas sowie allgemein auf höherem sozialen Sprechniveau entsteht daraus ein leichter Anhauch bzw. eine Verlängerung des Vokals: bosque → bohque, bo:que. Außerhalb der formalen Sprache ist das Fehlen der Endung -s auch in der Dominikanischen Republik und in Andalusien annähernd genauso üblich.
- Der Laut ll wird wie y ausgesprochen (→ Yeísmo). Die Kubaner unterscheiden also zum Beispiel phonetisch nicht zwischen den Wörtern „pollo“ (Huhn) und „poyo“ (Steinbank) oder zwischen „cayó“ (von caer – fallen) und „calló“ (von callar – schweigen). Die Unterscheidung zwischen den beiden Lauten ist im gesamten karibischen Raum verloren gegangen, obwohl sie bei der Mehrzahl der spanischen Einwanderer im 19. Jahrhundert noch gebräuchlich war. Die heutige Form fand man nur in einigen Städten Andalusiens. In Havanna wird der entsprechende Laut eher schwächer (in etwa wie ein deutsches /j/) ausgesprochen, im Südosten eher stärker (/dj/).
- Der stimmlose velare Frikativ /x/ existiert in der kubanischen Aussprache im deutlichen Gegensatz zum kastilischen Standardspanisch und zu diversen Varianten Lateinamerikas nicht, sondern wird wie im Kanarischen Spanisch durch /h/ ersetzt (z. B. das j in trabajo oder das g in gente).[5]
- Im westlichen Teil des Landes, insbesondere in Havanna und Matanzas ist die Assimilation des /r/ und des /l/ mit dem darauffolgenden Konsonanten üblich: carbón → cab-bón, ardentía → ad-dentía, argolla → ag-golla, Alberto → Ab-bed-to etc. Diese Aussprachevariante findet man auch in Teilen der Dominikanischen Republik und der kolumbianischen Karibik.
- Eine weitere Eigenheit, die das Kubanische mit dem Rest der spanischen Dialekte der Antillen teilt, ist der Austausch von /l/ und /r/. Man spricht also alma (Seele) aus wie arma (Waffe) und (wesentlich seltener) umgekehrt. Manchmal hört man auch eine Vermischung beider Konsonanten: ein Laut beginnend mit einem schwachen /r/ gefolgt von einem /l/. Am Wortanfang und nach einem /s/ findet dieser Konsonantenwechsel nicht statt (lanzar – werfen, isla – Insel).